# Molophilus indurabilis
Molophilus indurabilis là một loài ruồi trong họ Limoniidae. Chúng phân bố ở vùng Tân nhiệt đới.